# Jonathan Jackson (Politiker, 1743)

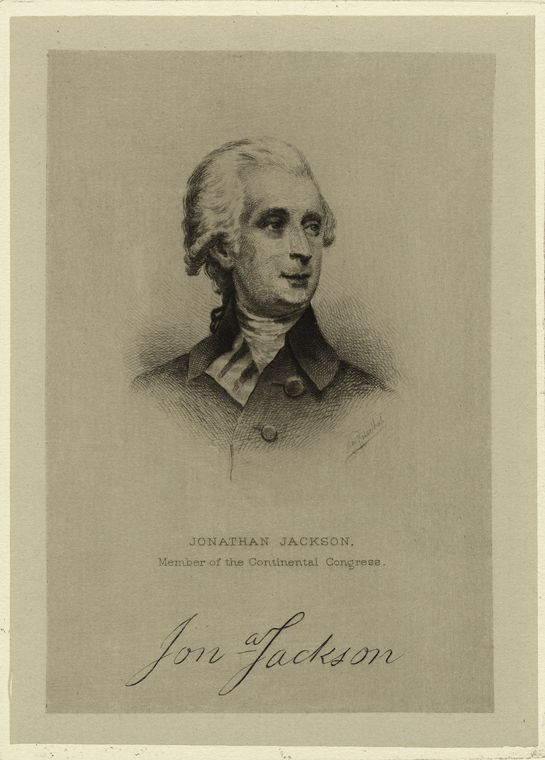
Jonathan Jackson

Jonathan Jackson (* 4. Juni 1743 in Boston, Massachusetts Bay Colony; † 5. März 1810 ebenda) war ein US-amerikanischer Politiker. Im Jahr 1782 war er Delegierter für Massachusetts im Kontinentalkongress.

## Werdegang
Jonathan Jackson erhielt eine klassische Ausbildung. Im Jahr 1761 absolvierte er das Harvard College. Danach arbeitete er in Newburyport im Handel. In den 1770er Jahren schloss er sich der Revolutionsbewegung an. Im Jahr 1775 gehörte er dem Provincial Congress seiner Heimat an und 1777 wurde er Abgeordneter im Repräsentantenhaus von Massachusetts. 1780 gehörte er zu den ersten Mitgliedern der American Academy of Arts and Sciences. Er vertrat 1782 Massachusetts im Kontinentalkongress.
1789 wurde Jackson in den Senat von Massachusetts gewählt. In den folgenden Jahren bekleidete er weitere politische Ämter. Von 1789 bis 1791 diente er als United States Marshal für Massachusetts. Von 1802 bis 1806 war er als Nachfolger von Peleg Coffin Finanzminister (Treasurer) dieses Staates. Überdies war er Präsident der Boston Bank, die später in First National Bank of Boston umbenannt wurde. Zwischenzeitlich war er auch für die Finanzen der Harvard University zuständig. Jonathan Jackson starb am 5. März 1810 in Boston.